# Stanisław Gębczyński
Stanisław Gębczyński (ur. 8 marca 1922 w Sosnowcu, zm. 15 października 1970) – oficer Ludowego Wojska Polskiego, działacz społeczny.

## Życiorys
Syn Piotra i Marii z d. Kuszewskiej. Pracował jako górnik w kopalni w Niwce.
Po II wojnie światowej został żołnierzem LWP. Wstąpił też do PPR. Ukończył Oficerską Szkołę Polityczną.
Od 1951 pełnił służbę w wojskach lotniczych, a w latach 1957–1964 był sekretarzem Komitetu Partyjnego Lotnictwa Operacyjnego i Wojsk Lotniczych. Ukończył Wyższy Kurs Doskonalenia Oficerów przy Akademii Sztabu Generalnego (1965).
Od 1966 zastępca komendanta ds. politycznych Centrum Szkolenia Służb Kwatermistrzowskich im. M. Buczka w Poznaniu.
Był działaczem społecznym. Pełnił funkcję wiceprezesa Zarządu Okręgu ZBOWiD w Poznaniu przez 12 lat. W tym czasie zajmował się wychowaniem młodzieży w zakresie przekazywania im tradycji narodowych, np. dotyczących powstania wielkopolskiego (1918–1919) poprzez organizowanie spotkań w szkołach i zakładach pracy. Działał także w Komitecie Dzielnicowym PZPR Poznań-Grunwald oraz współpracował z Dzielnicową Radą Narodową Poznań-Grunwald, Targami Poznańskimi i Wyższą Szkołą Ekonomiczną.
Organizował czyny społeczne podczas których żołnierze budowali Park-Pomnik Braterstwa Broni i Przyjaźni Polsko-Radzieckiej na Cytadeli. W Centrum Szkolenia Służb Kwatermistrzowskich założył salę historii i przyczynił się do budowy pomnika patrona – Mariana Buczka. Działał także w Prezydium Społecznego Komitetu Budowy pomnika Karola Świerczewskiego w Poznaniu (od 1968).
Działał w zakresie otwarcia Fortu VII dla zwiedzających. W 1963 w Forcie została otwarta Izba Pamięci Narodowej, która otwierana była 1 listopada (święto Wszystkich Świętych) oraz w kwietniu (Miesiąc Pamięci Narodowej).
Zmarł nagle 15 października 1970, został pochowany w Alei Zasłużonych Cmentarza Junikowskiego.

## Odznaczenia
- Krzyż Kawalerski Orderu Odrodzenia Polski (1967)
- Srebrny Krzyż Zasługi (dwukrotnie)
- Medal za Odrę, Nysę, Bałtyk
- Medal Zwycięstwa i Wolności 1945
- Medal „Za udział w walkach o Berlin”
- Złoty Medal „Siły Zbrojne w Służbie Ojczyzny”
- Srebrny Medal Siły Zbrojne w Służbie Ojczyzny
- Brązowy Medal Siły Zbrojne w Służbie Ojczyzny
- Medal 10-lecia Polski Ludowej
- Srebrny Medal „Za zasługi dla obronności kraju”
- Brązowy Medal „Za zasługi dla obronności kraju”
- Odznaka honorowa „Za Zasługi w Rozwoju Województwa Poznańskiego”
- Odznaka Honorowa Miasta Poznania
- Medal Budowniczego Parku-Pomnika Braterstwa Broni i Przyjaźni Polsko-Radzieckiej na Cytadeli